# Orthopelma occidentale
Orthopelma occidentale là một loài tò vò trong họ Ichneumonidae.